# Sarcee (volk)
De Sarcee of Sarsi (ook bekend als Tsuut'ina, Tsu T’ina, Tsuu T’ina of Tsúùtínà) zijn een indiaans volk dat in het noorden van de Great Plains leeft. Cultureel gezien behoren de Sarcee tot de prairie-indianen. Hun oorspronkelijke taal is Sarcee, een taal van de Athabaskische taalfamilie. Omstreeks 1700 scheidden de Sarcee zich af van de taalkundig nauw verwante Beaver en migreerden zuidwaarts naar de Great Plains. Daar sloten ze zich aan bij de Blackfootconfederatie. Tegenwoordig zijn ze gevestigd op Tsuu T'ina Nation Indian Reserve No. 145, een indianenreservaat in de Canadese provincie Alberta, met een oppervlakte van 283,14 vierkante kilometer. Daar woonden in 2001 1982 mensen.